# Melissa Perrine
Melissa Perrine (Nowra, 21 febbraio 1988) è una sciatrice alpina australiana ipovedente che ha gareggiato in tutte e quattro le Paralimpiadi invernali, dal 2010 al 2022, vincendo due medaglie di bronzo nel 2018. Ai Campionati mondiali di Sci Alpino IPC 2015 ha vinto tre medaglie d'oro, una d'argento e una di bronzo.

## Biografia
Melissa Perrine è nata a Nowra, New South Wales, il 21 febbraio 1988. Nel 2007, l'area del Wingecarribee Council l'ha nominata Giovane australiana dell'anno. A marzo 2010 è apparsa negli X Paralympic Games della rete Australian Broadcasting Corporation. È nata con quattro diverse condizioni oculari, tra cui cataratta, nistagmo, microftalmia e glaucoma. La sua vista si è lentamente deteriorata da giovane, visione limitata a forme e colori sfocati. Dal 2014 vive a Welby, nel Nuovo Galles del Sud, e studia scienze motorie e sportive presso l'Università Cattolica Australiana di Sydney. Nel 2011 ha completato un Bachelor of Exercise Science, seguito nel 2012 da un Master of Exercise Science presso l'Australian Catholic University. Ha successivamente completato un Master in fisioterapia presso la Western Sydney University.

## Carriera sciistica
Perrine scia nella categoria B2., ottenendo indicazioni sul percorso da una guida che utilizza un microfono e altoparlanti per comunicare con lei durante il percorso. Ha sciato per la prima volta con la guida vedente Andy Bor, nel 2009, in competizione all'IPC North America Cup in Colorado, dove è arrivata seconda nel superG. È stata ufficialmente convocata nella squadra australiana delle Paralimpiadi Invernali 2010 a novembre 2009, insieme a Jessica Gallagher, le uniche donne nella squadra. Era la seconda volta che l'Australia inviava donne alle Paralimpiadi invernali. Una cerimonia di annuncio si è tenuta a Canberra, in presenza del presidente del Comitato paralimpico australiano Greg Hartung e del ministro dello sport Kate Ellis.
A gennaio 2010, per una caduta in una delle gare della Coppa del Mondo svolta in Italia, prima delle Paralimpiadi, Perrine si è fratturata l'osso iliaco. Tornata in Australia, ha fatto ritorno sulle piste alla fine della stagione sciistica 2009/2010, gareggiando successivamente nella Coppa del Mondo 2010 ad Aspen, in Colorado, dove ha conquistato una medaglia d'argento e un paio di medaglie di bronzo.
Per le Paralimpiadi invernali 2010, Perrine e il resto della squadra para-alpina australiana sono arrivati nel villaggio paralimpico il 9 marzo 2010. Durante i Giochi, Perrine ha gareggiato negli eventi di discesa libera, superG, supercombinata e slalom gigante. È arrivata settima nel superG per non vedenti, a circa 12,54 secondi dalla sciatrice slovacca vincitrice della medaglia d'oro Henrieta Farkašová. Al 6º posto dopo la prima manche nel super G, non ha concluso la seconda manche, non classificandosi nella finale. Lei e Bor sono arrivati quinti nei 2 139 metri (7 018 ft) in discesa.
Ai Campionati mondiali di sci alpino IPC 2011, con Bor come sua guida, Perrine ha vinto una medaglia d'argento nell'evento di discesa libera, la prima mai conquistata da una donna australiana durante l'evento. Perrine ha anche vinto due medaglie di bronzo nelle gare di supercombinata e superG per non vedenti. In una competizione dell'agosto 2011 a Mt Hutt, in Nuova Zelanda, è arrivata prima nella gara per non vedenti super G femminile. All'evento IPC dei Giochi invernali al Coronet Peak quello stesso mese, lei e Bor sono arrivati primi nello slalom per non vedenti.
Alla Coppa del Mondo tenutasi a Udine nel 2012, sciando con Bor, Perrine è arrivata terza nello slalom e seconda nello slalom gigante.

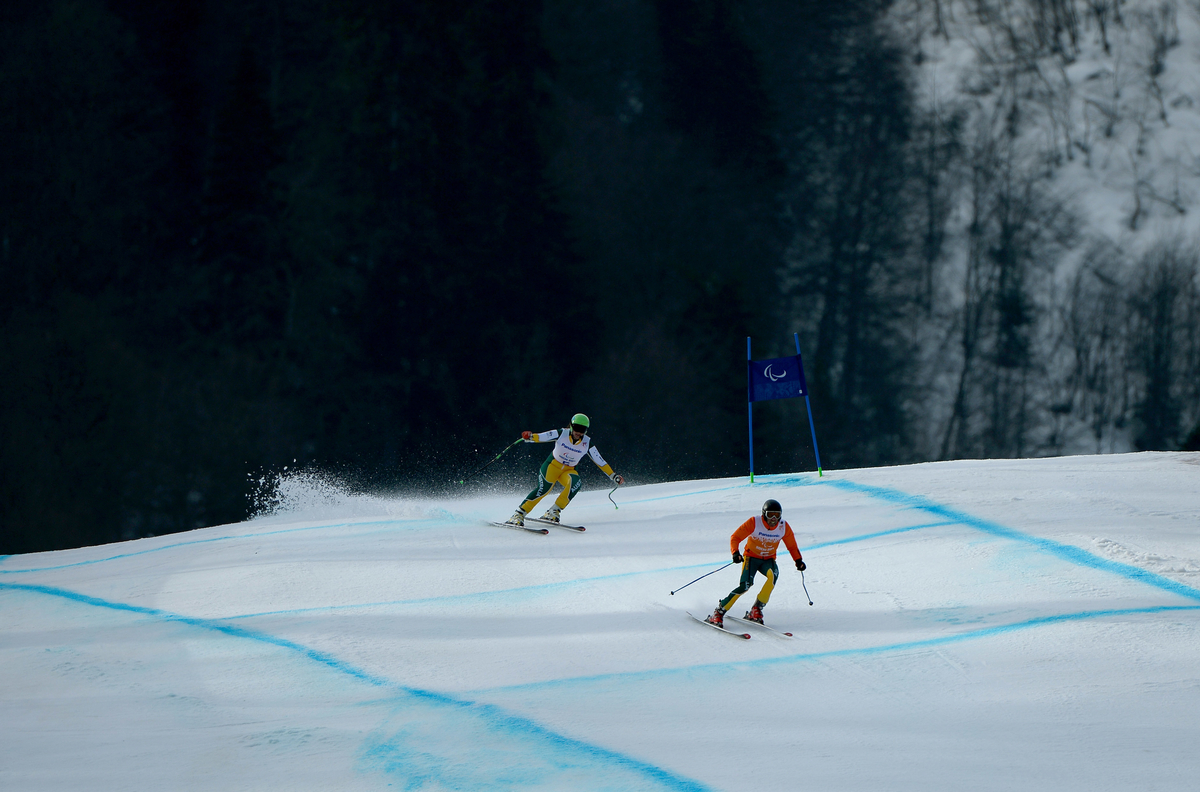
Melissa Perrine e la sua guida Andy Bor nella discesa libera femminile alle Paralimpiadi Invernali 2014

Alle Paralimpiadi Invernali del 2014 a Soči, Perrine ha gareggiato in cinque eventi, arrivando quarta nella discesa libera femminile per ipovedenti. È stata squalificata dopo la tappa di slalom della supercombinata femminile per aver indossato una visiera fissata al casco, per riparare gli occhiali dalla pioggia, una violazione delle regole dello sci alpino IPC. Jason Hellwig, CEO del Comitato Paralimpico Australiano, lo ha descritto come un "errore stupido" in quanto non è stato notato dai funzionari della squadra competenti. Ha indicato che è stato un errore onesto, senza l'intenzione di imbrogliare.
Perrine, insieme alla guida Andy Bor, durante i Campionati mondiali di sci alpino IPC 2015 a Panorama, in Canada, ha vinto cinque medaglie: tre d'oro (discesa libera, superG e supercombinata), una d'argento (slalom speciale) e una di bronzo (slalom gigante) negli eventi per non vedenti.  In questo modo, Perrine è diventata l'unica donna australiana nello sci alpino ad salire sul podio in tutti e cinque gli eventi dei Campionati mondiali di sci alpino IPC.
Alle finali della Coppa del Mondo di sci alpino IPC 2017 a Pyeongchang, Perrine e la sua guida Bor hanno vinto due medaglie di bronzo: discesa libera e slalom gigante. A causa dei suoi impegni universitari, Perrine ha avuto una stagione 2016/17 agonistica limitata.

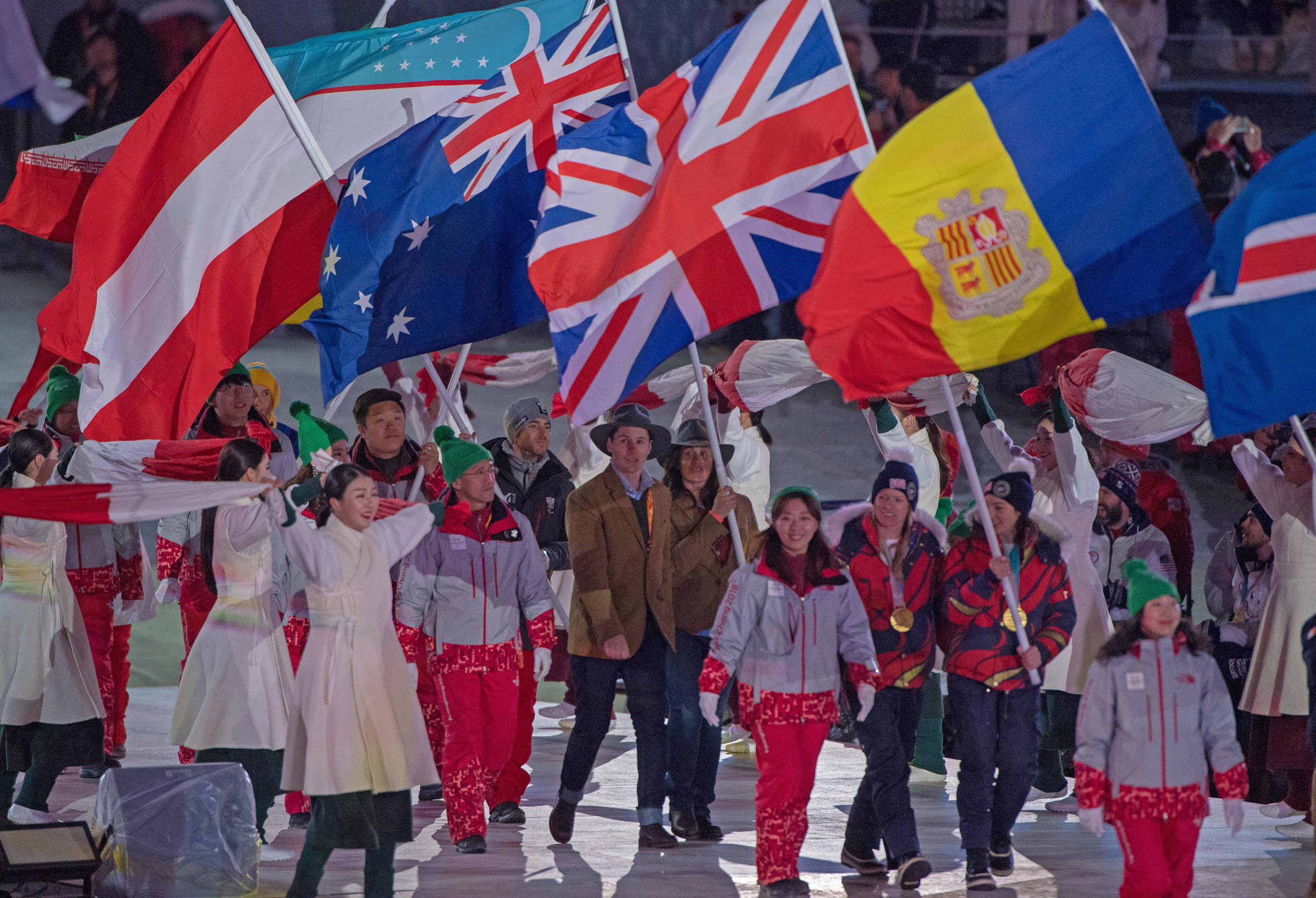
Perrine e la guida Christian Geiger portano la bandiera australiana alla cerimonia di chiusura di PyeongChang 2018

È stata selezionata per competere alle Paralimpiadi Invernali 2018, i suoi terzi Giochi, giochi che l'hanno vista vincitrice della sua prima medaglia paralimpica, il bronzo nella combinata femminile non vedenti (con la sua guida Christian Geiger, che è anche il suo allenatore). Il giorno successivo ha vinto la medaglia di bronzo nello slalom gigante per non vedenti. Ha ottenuto altri tre piazzamenti tra i primi cinque: al 4º posto nello slalom non vedenti, 5° nella discesa libera e nel super-G femminile non vedenti. Per aver gareggiato a tre Giochi invernali e aver vinto due medaglie di bronzo nel 2018, Perrine è stata portabandiera alla cerimonia di chiusura a PyeongChang.
Con la sua nuova guida Bobbi Kelly, ai Campionati mondiali di sci paraalpino 2019 a Kranjska Gora, Slovenia, Perrine ha vinto la medaglia d'oro nella supercombinata per ipovedenti, le medaglie d'argento nello slalom gigante e nel superG per non vedenti e la medaglia di bronzo nello slalom per ipovedenti. Alle Paralimpiadi Invernali del 2022, insieme alla sua guida Kelly, è arrivata sesta nello slalom gigante non vedenti e non è riuscita a finire la seconda manche nello slalom speciale. A marzo 2022, Perrine ha annunciato il suo ritiro dai Giochi paralimpici invernali.

## Palmarès

### Paralimpiadi
- 2 medaglie:
  - 2 bronzi (supercombinata e slalom gigante a Pyeongchang 2018)

### Campionati mondiali
- 12 medaglie:
  - 4 ori (discesa libera, supergigante e supercombinata ipovedenti a Panorama 2015; supercombinata ipovedenti a Nevea/Kranjska Gora 2019)
  - 4 argenti (discesa libera a Sestriere 2011; slalom speciale a Panorama 2015; slalom gigante e supergigante a Nevea/Kranjska Gora 2019)
  - 4 bronzi (supergigante e supercombinata a Sestriere 2011; slalom gigante a Panorama 2015; slalom speciale a Nevea/Kranjska Gora 2019)

### Coppa del Mondo
- 6 medaglie:
  - 1 argento (Coppa del Mondo 2010)
  - 5 bronzi (Coppa del Mondo 2010; slalom Coppa del Mondo 2012; discesa libera e slalom gigante Coppa del Mondo 2017)

### New Zealand Winter Games
- 3 medaglie:
  - 3 ori (slalom gigante, slalom speciale e supergigante ipovedentia Queenstown 2011)

## Premi e riconoscimenti
- Premio per l'eccellenza personale del New South Wales Institute of Sport Clubs NSW per aver affiancato il suo successo a PyeongChang con il completamento di un Master in fisioterapia (2018).[25]
- Sci e Snowboard Australia - Atleta dell'anno in discipline paralimpiche (2019)[26]
- Australian Institute of Sport Awards - Para-atleta femminile dell'anno (2019)[27]
- Atleta dell'anno delle Paralimpiadi Australia (2022)[28]
- Capitana, insieme a Ben Tudhope della squadra australiana alle Paralimpiadi invernali del 2022, portabandiera alla cerimonia di apertura con Mitchell Gourley (2022).[29]